# Dwight Ball
Dwight Ball (nascido em 21 de dezembro de 1957[carece de fontes?]) é um político canadense, primeiro-ministro da província canadense de Terra Nova e Labrador entre 2015 e 2020. Ele representa o distrito eleitoral de Humber Valley na Casa de Assembleia de Terra Nova e Labrador e tem servido como líder do Partido Liberal da província desde novembro de 2013.
Em 3 de janeiro de 2012, Ball começou suas funções como Líder da Oposição Oficial e líder interino do Partido Liberal. Em 5 de julho de 2013, Ball renunciou como líder interino do Partido para concorrer o cargo permanente nas eleições da liderança de 2013, em que ele venceu. Ele tomou posse em 14 de dezembro de 2015.
Em 30 de novembro de 2015, Ball ganhou um governo majoritário com 31 lugares nas eleições de 2015.